# Kreuzhausbildstock (Stangenroth, Poststraße)

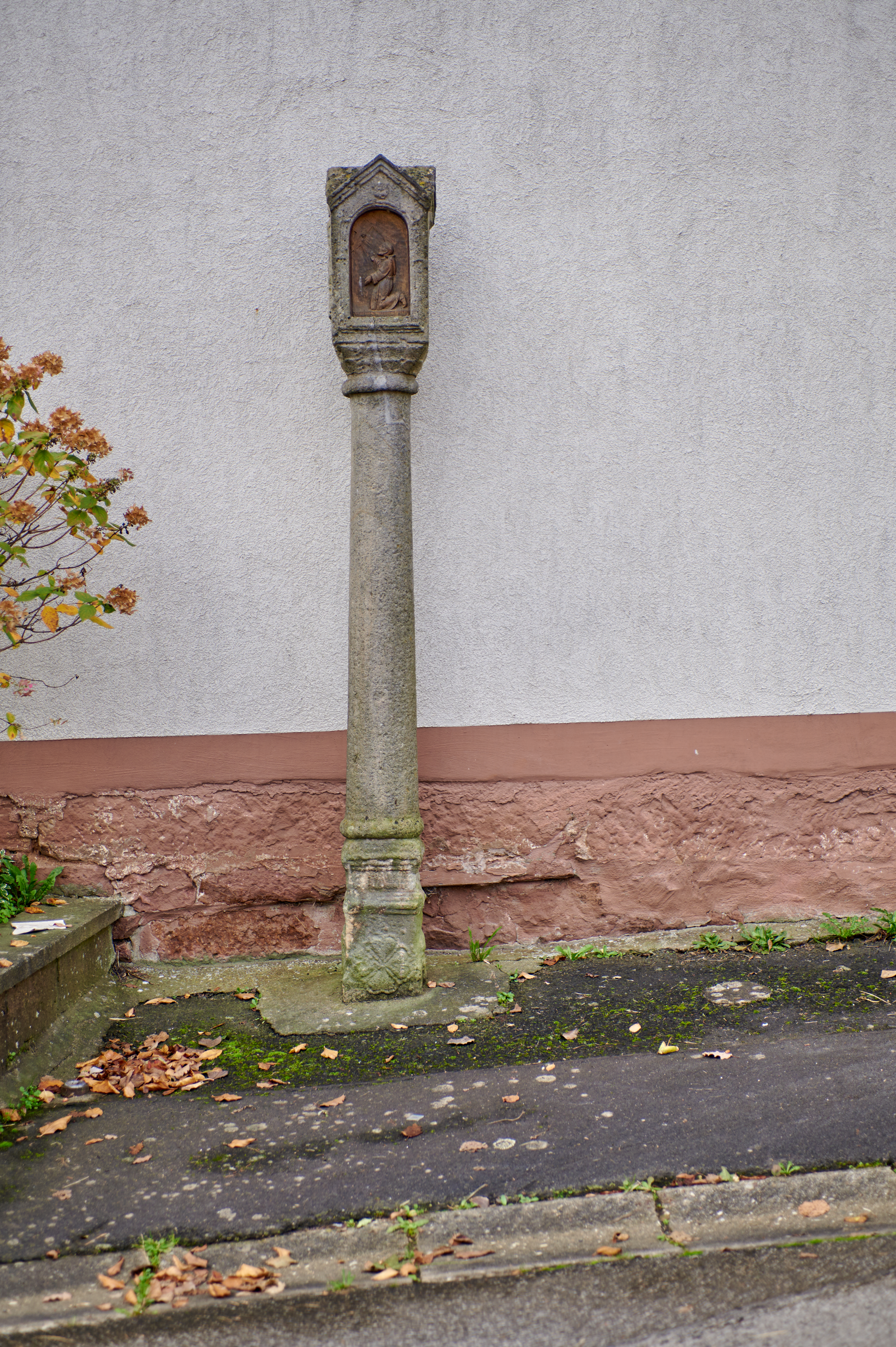
Kreuzdachbildstock in Stangenroth, Poststraße 6, 1690

Der Kreuzdachbildstock Poststraße befindet sich in Stangenroth, einem Gemeindeteil des Marktes Burkardroth im unterfränkischen Landkreis Bad Kissingen in der Poststraße 6. Er stand früher in der Poststraße 1.
Der Bildstock gehört zu den Baudenkmälern von Burkardroth und ist unter der Nummer D-6-72-117-78 in der Bayerischen Denkmalliste registriert.

## Beschreibung
Der 240 cm hohe Kreuzhausbildstock besteht aus weißem Sandstein und entstand im Jahr 1690.
Auf einem prismatischen Sockel mit einem konischen Schaft befindet sich das Kreuzdachhaus. Der Sockel ist versenkt. Die Resthöhe beträgt 44 cm, der Querschnitt 24,5 cm × 24,5 cm. Das Sockelprisma verengt sich nach dem Basisgurt auf 21,5 cm × 21,5 cm, erweitert sich bei dem Mittelgurt in 20 cm Höhe auf 24,5 cm × 24,5 cm und verengt sich wieder auf 21,5 cm × 21,5 cm. Abschlussgurt 24,5 cm × 24,5 cm. Die Gurte sind jeweils 6 cm breit. Darauf befindet sich eine Wulst von 3,5 cm. Der konische Schaft ist 134 cm hoch. Der Durchmesser der Basis beträgt 19 cm, die des Kapitells 17 cm. Die Basiswulst beträgt 3 cm, der Basisring 1,4 cm, die Kapitellwulst 4 cm.
Das Kreuzdachhaus ist 60 cm hoch. Davon entfallen 9 cm auf die Konsole, die sich von 19 cm auf 26 cm erweitert.
Die Kreuzdachhauszier besteht aus:
a) Bildnische mit einem Holzeinsatz eines Reliefs des hl. Franz von Assisi.

b) rechts: der auferstehende Christus, aus dem Grab schwebend. Das Grab trägt eine INRI-Inschrift.

c) links vom Grab befindet sich ein Schreitender im langen Gewand, rechts davon ein betender Kniender. Links befindet sich eine Inschrift in lateinischen Großbuchstaben:

„CASBAERR

HANFF

VND SEIN

WEIB HABEN

DIESES BILD LA

SEN MACHEN

1690“

Darüber befindet sich in einem Giebeldreieck ein Sonnenkopf mit Flügeln.
d) Auf der Rückseite befindet sich ein Kruzifix mit den Arma Christi.